# Chlorofyl

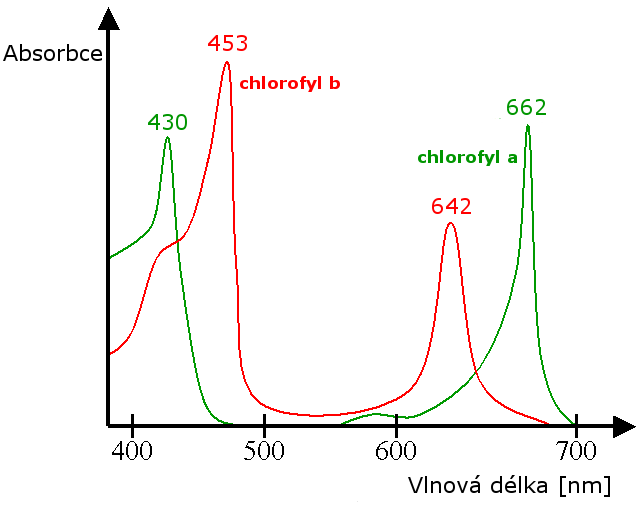
Absorpční spektrum chlorofylu a b

Chlorofyl je zelený pigment obsažený v zelených rostlinách, sinicích a některých řasách.
Chlorofyl v průběhu fotosyntézy absorbuje energii světelného záření a používá ji k syntéze sacharidů z oxidu uhličitého a vody. Působení chlorofylu představuje první krok fotosyntézy, kdy působí jako transformátory světelných kvant na biologicky zpracovatelnou formu tím, že je schopný ji převést na makroergní chemickou vazbu. Tím je uvedená reakce zdrojem energie pro všechny další biochemické a biologické reakce na této planetě.
Chlorofyl patří k fotosyntetickým pigmentům spolu s fykobiliny a karotenoidy, které však mají jinou barvu a absorbují energii z odlišné části viditelného světelného spektra. Chlorofyl je zelený, protože absorbuje modrou a červenou část světelného spektra a ostatní odráží; tím se jeví jako zelený a udává tak základní barvu všem fotosyntetizujícím rostlinám.
Chemicky se řadí mezi porfyriny obsahující hořčík. Jsou známy chlorofyly a, b, c, d, e a f a příbuzné bakteriochlorofyly (vyskytující se v bakteriích mimo sinic) a, b, c, d, e a g.
Molekuly chlorofylu se nacházejí na thylakoidních membránách, které jsou u rostlin umístěné v chloroplastech, kde s bílkovinami a dalšími pigmenty tvoří základ fotosystému I a II. 
Extinkční koeficient Lambertova–Beerova zákona je pro chlorofyl a v tetrahydrofuranu (THF) při 664 nm roven ε = 93 000 L/mol/cm. A pro chlorofyl b v THF při 649 nm ε = 66 000 L/mol/cm.

## Biosyntéza chlorofylu
Biosyntéza začíná připojením glutamátu na tRNA. Vzniklá glutamyl-tRNA může být použita jak pro syntézu proteinů, tak dále při syntéze chlorofylů. Glutamyl-tRNA se přeměňuje na glutamyl-1-semialdehyd, ten na kyselinu 5-aminolevulovou a ta v porfobilinogen. Porfobilinogen je už cyklický a obsahuje pyrrolové jádro. Čtyři porfobilinogeny formují protoporfyrin IX, který obsahuje porfyrin. Do něj je buď enzymem Fe chelatasou zabudováno železo a vzniká hem, z něhož lze získat cytochrom či fytochrom, nebo Mg chelatasou zabudován hořčík a vzniká protochlorofylid a. Ten je fotochemickou reakcí za spotřeby dvou fotonů a jednoho NADPH změněn reduktasou na chlorofylid a. Připojením fytolu pak vzniká chlorofyl a, jehož oxidací vzniká chlorofyl b.
Fotochemická reakce při vzniku chlorofylidu a je příčinou neschopnosti rostlin tvořit chlorofyl ve tmě a důvodem blednutí etiolovaných rostlin. To se beze zbytku týká rostlin nahosemenných, rostliny krytosemenné umí tvořit chlorofyl v malé míře i ve tmě.

## Typy chlorofylu
|                 | Chlorofyl a                                          | Chlorofyl b                                      | Chlorofyl c1 | Chlorofyl c2 | Chlorofyl d      | Chlorofyl e        | Chlorofyl f      |
| --------------- | ---------------------------------------------------- | ------------------------------------------------ | ------------ | ------------ | ---------------- | ------------------ | ---------------- |
| Sumární vzorec  | C55H72O5N4Mg                                         | C55H70O6N4Mg                                     | C35H30O5N4Mg | C35H28O5N4Mg | C54H70O6N4Mg     | (neznámý)          | C55H70O6N4Mg     |
| Mr              | 893,49                                               | 906,51                                           |              |              |                  |                    | 906,51           |
| C2 substituent  | -CH3                                                 | -CH3                                             | -CH3         | -CH3         | -CH3             |                    | -CHO             |
| C3 substituent  | -CH=CH2                                              | -CH=CH2                                          | -CH=CH2      | -CH=CH2      | -CHO             |                    | -CH=CH2          |
| C7 substituent  | -CH3                                                 | -CHO                                             | -CH3         | -CH3         | -CH3             |                    | -CH3             |
| C8 substituent  | -CH2CH3                                              | -CH2CH3                                          | -CH2CH3      | -CH=CH2      | -CH2CH3          |                    | -CH2CH3          |
| C17 substituent | -CH2CH2COO-fytyl                                     | -CH2CH2COO-fytyl                                 | -CH=CHCOOH   | -CH=CHCOOH   | -CH2CH2COO-fytyl |                    | -CH2CH2COO-fytyl |
| C17-C18 vazba   | Jednoduchá                                           | Jednoduchá                                       | Dvojná       | Dvojná       | Jednoduchá       |                    | Jednoduchá       |
| Výskyt          | všechny rostliny včetně mechů a řas a všechny sinice | vyšší rostliny, zelené řasy, sinice a krásnoočka | hnědé řasy   | hnědé řasy   | sinice           | některé různobrvky | některé sinice   |

|  |  |  |